# Aristotele Fioravanti
Ridolfo Fioravanti, detto Aristotele (Bologna, 1420 – Mosca, 1486 circa), è stato un architetto e ingegnere italiano.
Il soprannome "Aristotele", dovuto alla sua genialità, deriva da quello dell'omonimo filosofo e scienziato dell'antica Grecia. Le versioni russe del suo nome sono varie: Фиораванти, Фьораванти, Фиеравенти, Фиораванте.

## Biografia
Nacque a Bologna da Fioravante, ingegnere di origine pistoiese che era un ottimo ingegnere militare, civile e idraulico e fece opere importanti a Bologna insieme a suo zio Bartolomeo, soprattutto a Palazzo del Podestà.
Aristotele Fioravanti, ingegnere, architetto e medaglista, divenne famoso per aver spostato di oltre 13 metri la torre di Santa Maria della Magione a Bologna (alta 24 metri) con un sistema di cilindri. Questo prodigio della meccanica, avvenuto nel 1455 dinnanzi al riso, al terrore e allo stupore dei bolognesi, è narrato dalle cronache dell'epoca.
Inoltre divenne celebre per aver costruito dei dispositivi (ponteggi, paranchi) molto innovativi che utilizzò per la ricostruzione delle torri appartenenti alle famiglie nobili della città.
Tra il 1458 e il 1467 operò a Firenze al servizio di Cosimo de' Medici, poi a Milano dove contribuì con Filippino degli Organi alla realizzazione della Conca di Viarenna, prima di ritornare nella sua città natale.

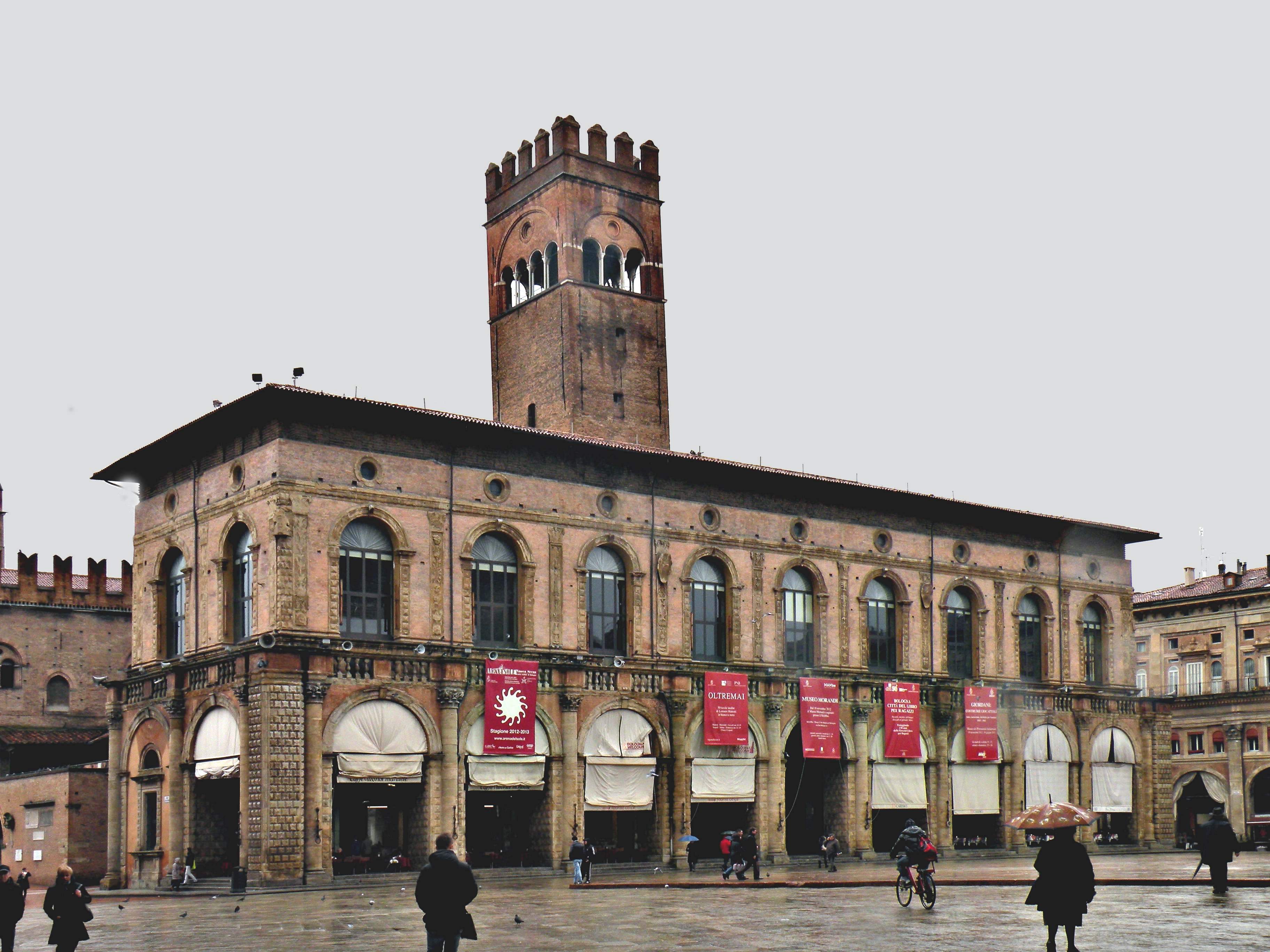
Il Palazzo del podestà di Bologna eseguito a partire dai progetti di Aristotele Fioravanti

A Bologna realizzò i progetti del Palazzo del podestà, ma l'edificio non fu terminato che nel periodo 1484-1494 da Giovanni II Bentivoglio.

### Al servizio di Mattia Corvino
Nel 1467 Mattia Corvino, re d'Ungheria chiese il suo intervento per costruire ponti e castelli onde arginare l'avanzata dei Turchi. Giunto a Budapest, fu subito nominato primo architetto militare del regno e Corvino gli concesse il privilegio nobiliare con il titolo di Cavaliere del regno. Iniziò la progettazione del castello di Buda e ottenne per meriti e successi il privilegio di poter battere moneta con la sua effigie: unica concessione di Mattia Corvino ad uno straniero. Questo privilegio gli creerà grandi problemi, quando giunto a Roma e pagando con monete che riportavano il suo ritratto, fu arrestato come falsario. Lo stesso Mattia Corvino intervenne per scagionarlo, inviando il suo ambasciatore presso il Pontefice a chiarire l'increscioso avvenimento, per cui fu immediatamente liberato e il processo annullato.

### L'attività in Russia

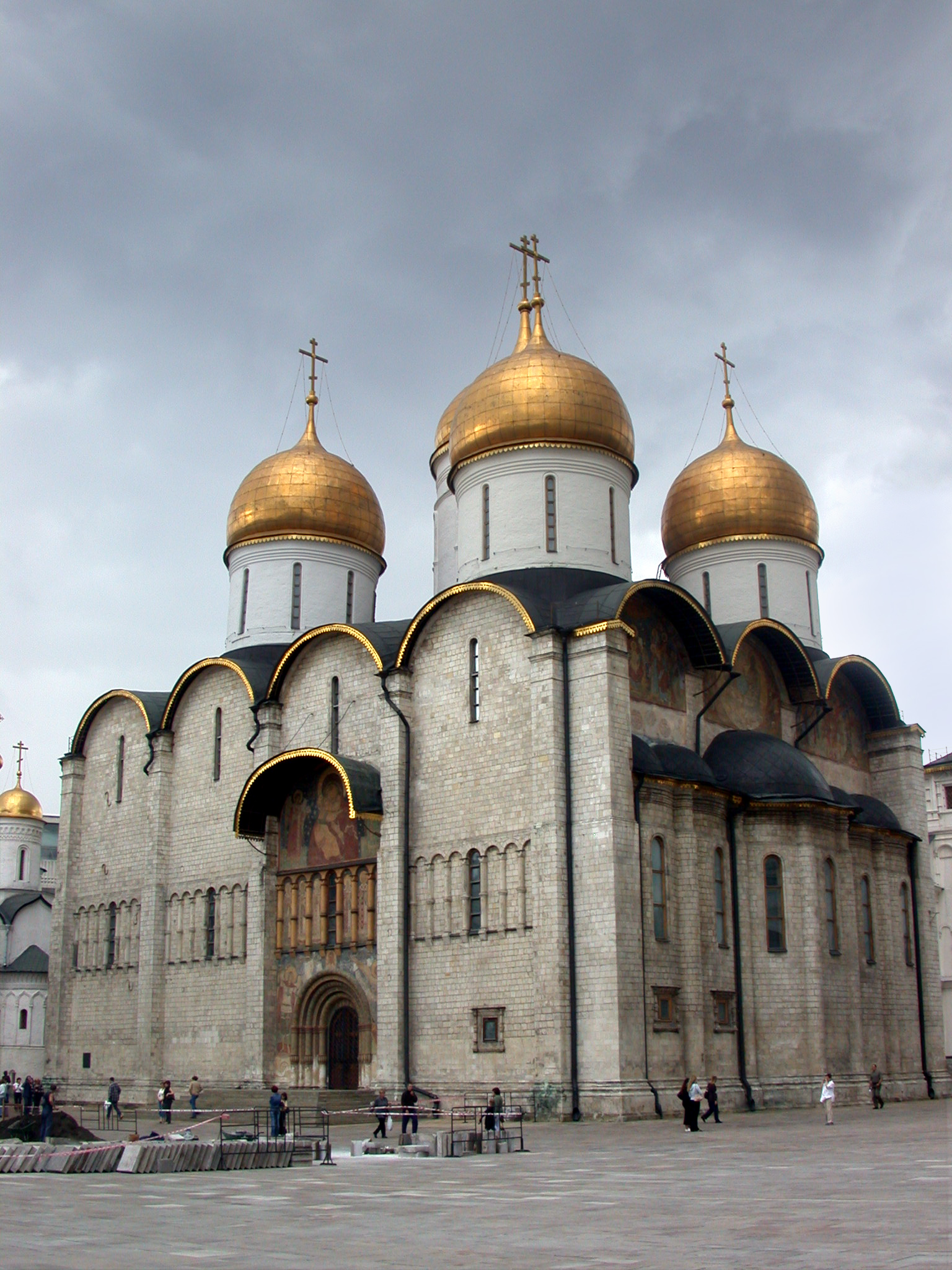
La Cattedrale della dormizione a Mosca

Nel 1475, su invito di Ivan III, si recò in Russia, dopo l'intercessione di Zoe Sofia Paleologa moglie dello Zar che intervenne personalmente presso il Duca di Milano Galeazzo Maria Sforza presso il quale Aristotele stava lavorando;  Sofia intervenne anche presso la moglie di Aristotele, Lucrezia de' Poeti, a Bologna. Questo convinse l'architetto ad accettare l'incarico e a partire per Mosca: Qui tra il 1475 e il 1479 diresse la costruzione della cattedrale dell'Assunzione (Uspensky Sobor, ugualmente conosciuta sotto il nome di Cattedrale della Dormizione) ispirandosi alla cattedrale della Dormizione di Vladimir.
Edificò questa cattedrale usando una tecnica ultramoderna simile al cemento armato: questa realizzazione - che lo rese celebre, perché inglobava uno scheletro di ferro entro la costruzione stessa - è stata oggetto di un documentario della rete televisiva History Channel, dedicato ai segreti della costruzione innovativa della Cattedrale dell'Assunzione.
Per molti anni Fioravanti operò prodigi in tutto l'impero, servendo fedelmente Ivan III. Più volte chiese il permesso di poter tornare in patria, facendo intervenire anche il Governo di Bologna, ma lo zar Ivan III fu irremovibile e negò l'assenso ad ogni sua istanza.

### La fine
La fine della sua vita resta un enigma: secondo alcune fonti, avrebbe partecipato come ingegnere militare e comandante delle artiglierie alle campagne di Novgorod (1477–1478), di Kazan' (1482) e di Tver'.

## Altre opere
- Castello di Buda Budapest
- Cremlino di Mosca
- Cattedrale della Dormizione di Mosca
- Palazzo Salaroli
- Palazzo Felicini